# Tracy Drain
Tracy Drain es una ingeniera aeroespacial y divulgadora científica estadounidense. Es ingeniera de sistemas de vuelo del Laboratorio de Propulsión a Reacción en la NASA e ingeniera adjunta en la misión de la sonda Juno.

## Carrera
Nació en Kentucky, Estados Unidos. Estudió una licenciatura en ingeniería mecánica en la Universidad de Kentucky en 1998 y completó su maestría en la misma especialidad en el Instituto de Tecnología de Georgia en el año 2000. Durante sus estudios formó parte de un programa de estancias del Centro de investigación de Langley de la NASA. Decidió ingresar al Laboratorio de Propulsión a Reacción con el objetivo de trabajar en la exploración robótica espacial.
Tras graduarse en el año 2000, Drain trabajó en el proyecto de la misión Mars Reconnaissance Orbiter y en 2005 fue elegida ingeniera de sistemas de la misión espacial. En el año 2007 fungió como líder para la preparación de misiones del proyecto Kepler, diseñado para la búsqueda de planetas extrasolares parecidos a la Tierra. En el año 2009 se unió a la misión Juno, dedicada al estudio de la gravedad y campos magnéticos de Júpiter, siendo también la supervisora del grupo técnico del departamento de ingeniería. Con 17 años trabajando en la NASA, Drain se encuentra contribuyendo en el proyecto Psyche, una misión espacial futura que se dedicará a estudiar a (16) Psyche, el asteroide metálico más grande conocido dentro del Sistema Solar, la fecha de lanzamiento de la misión está programada para el año 2022.
Como divulgadora científica, Drain trabaja en varios medios donde comparte sus conocimientos; es consultora en la Academia Nacional de Ciencias, un programa que lleva al público general información científica a través del cine y la televisión. Tuvo además una plática junto a la actriz Diane Kruger donde habló de la incursión de las mujeres en el cine y la ciencia. En el año 2017 fue jurado en el Festival internacional de cine de Sundance y dio una conferencia TEDx en el Art Center College of Design.

### Premios y reconocimientos
- 2015: Premio mujeres en ingeniería de la Women in Engineering ProActive Network[10]
- 2015: Premio Bruce Murray del Laboratorio de Propulsión a Reacción, por el apoyo a la educación de minorías y mujeres a través de programas de divulgación[11]
- 2009: Medalla al mérito de la NASA, por la orientación y gestión del lanzamiento de la misión Kepler[12]
- 2007: Medalla al mérito de la NASA, por el desarrollo de la Misión de Reconocimiento de Orbitadores de Marte[13]